# Premi al millor fanzine del Saló del Manga de Barcelona
El premi al Millor fanzine del Saló del Manga de Barcelona és un guardó atorgat per Ficomic que forma part del palmarès dels Premis Manga Barcelona (antics Premis del Saló del Manga de Barcelona). S'entrega des de 2010, la tercera edició dels premis.
A l'igual que a la resta de categories, els nominats se seleccionen mitjançant un formulari en línia que facilita Ficomic. Fins al 2018 el fanzine nominat amb més vots resultava el guanyador directe. A partir de 2017 Ficomic va introduir un sistema de votació a dues voltes, en la qual hi ha una preselecció. A partir de l'edició de 2019, els nominats de la primera ronda passaren a ser elegits per una votació reservada als professionals del sector, però a la segona volta continua siguent el públic qui elegeix al guanyador final.

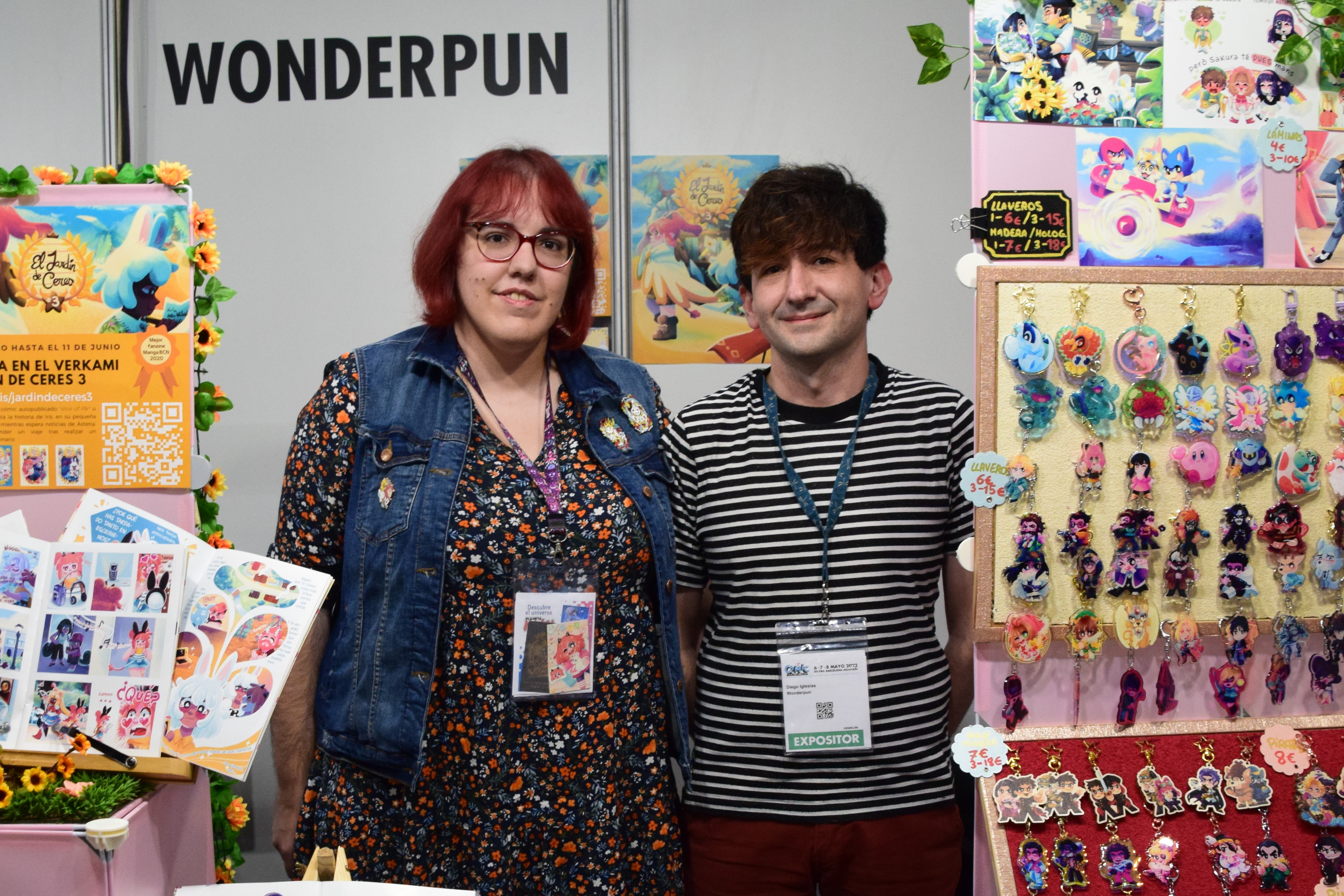
El duo Wonderpun, guanyador de 2020 (40 Comic Barcelona, 2022).

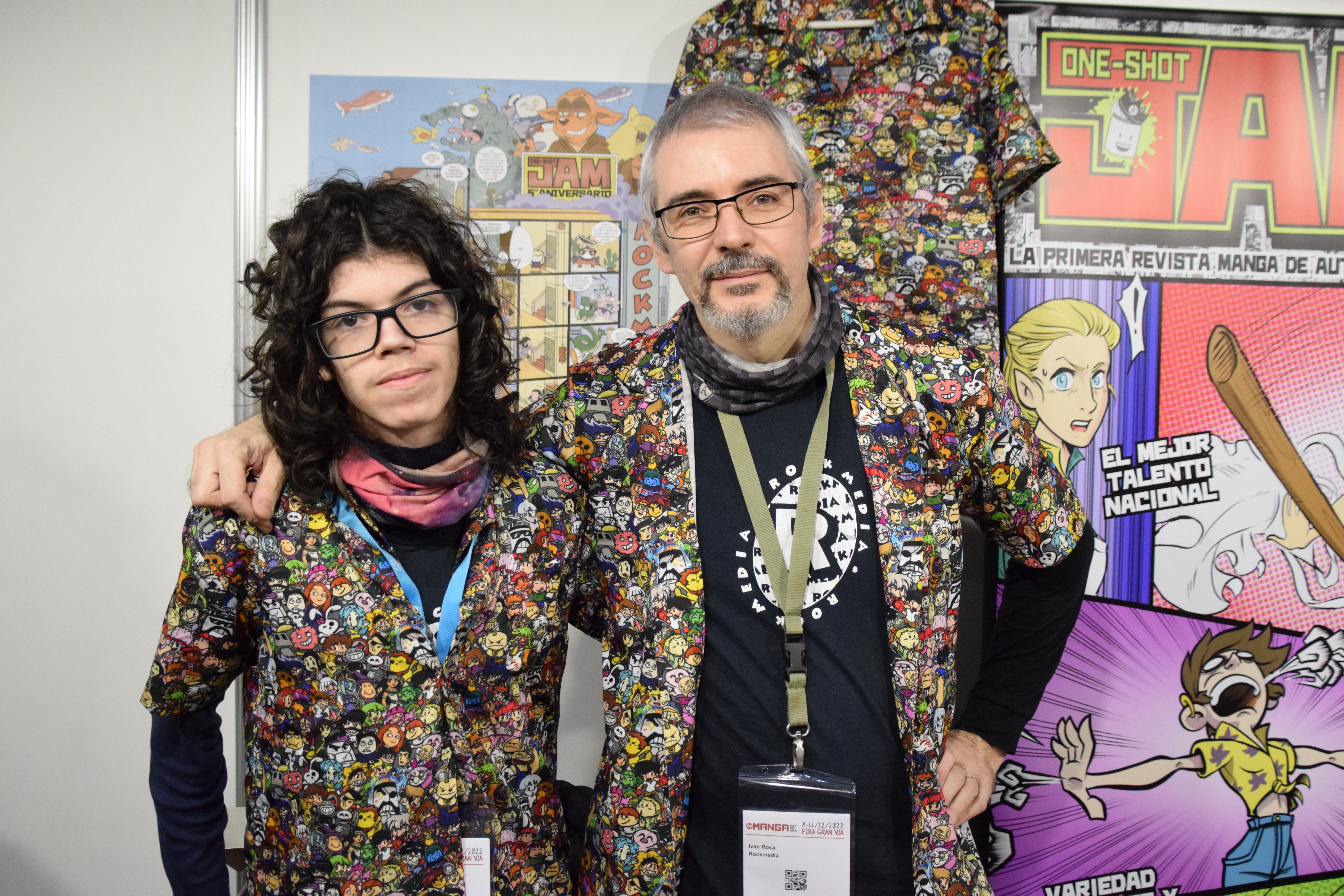
Denís i Ivan Roca, de One-shot JAM (28 Manga Barcelona, 2022).

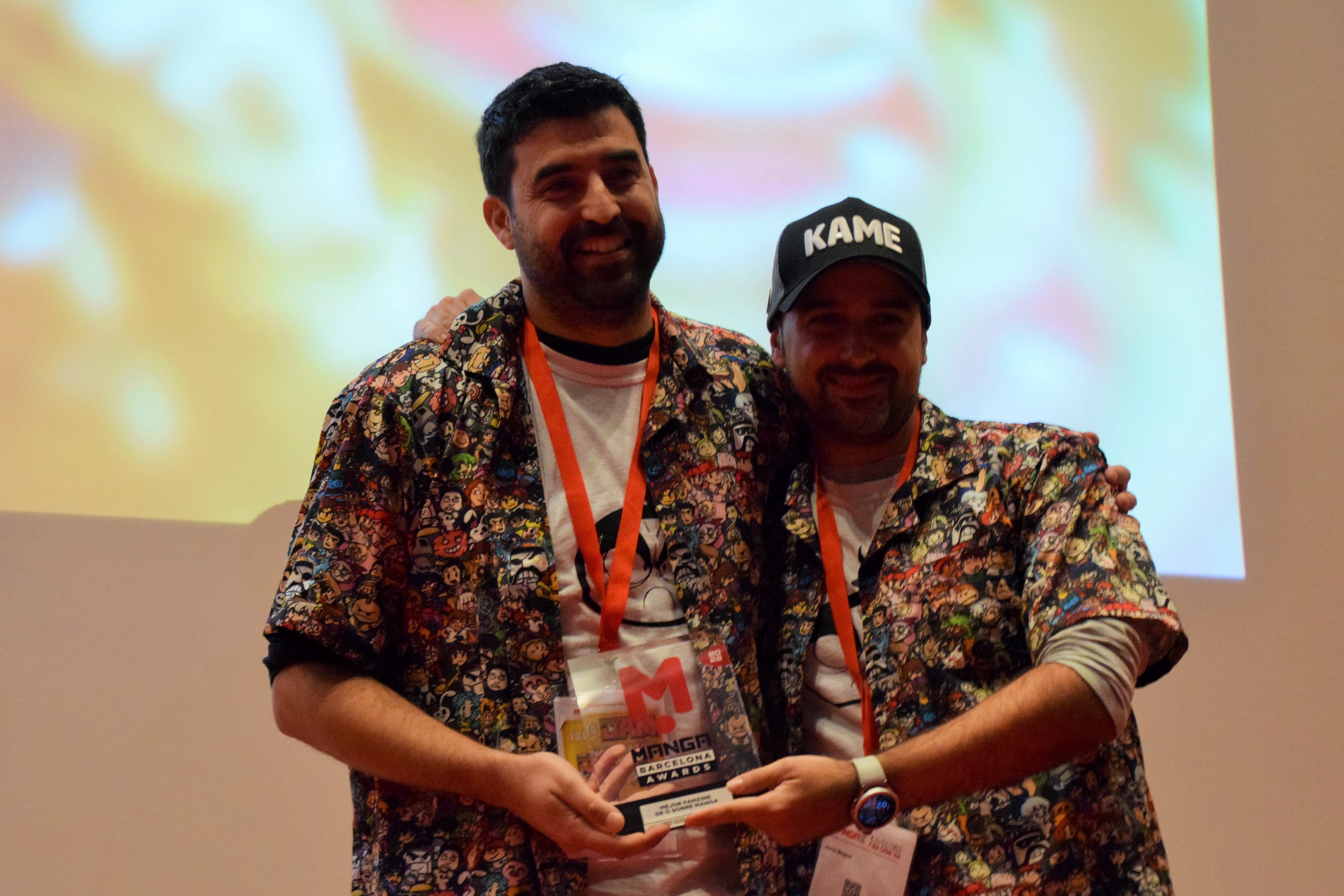
Edu Gomez i Lobo Art, autors del fanzine The KameTeam (28 Manga Barcelona, 2022).

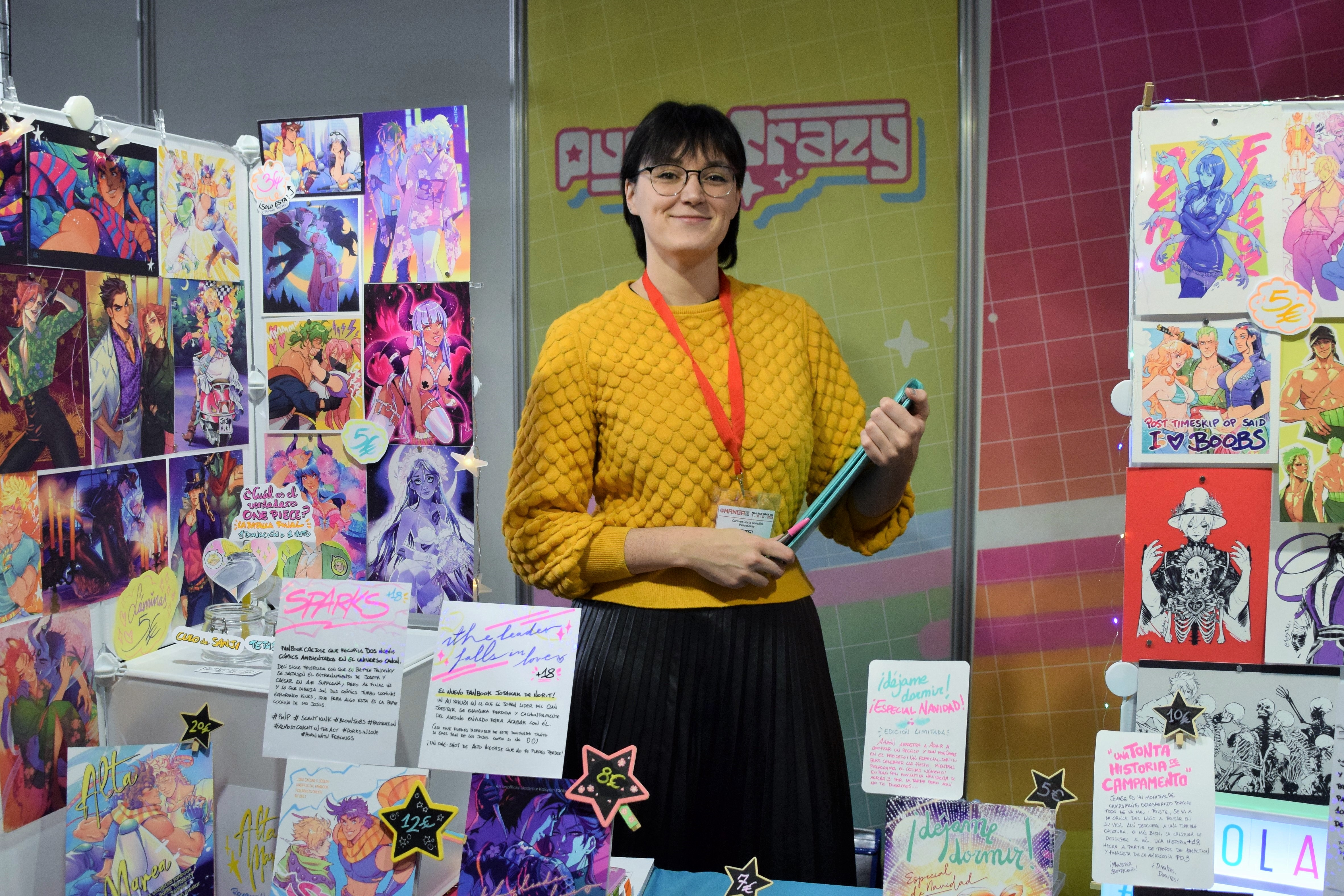
Estand del col·lectiu PussyCrazy (29 Manga Barcelona, 2023).

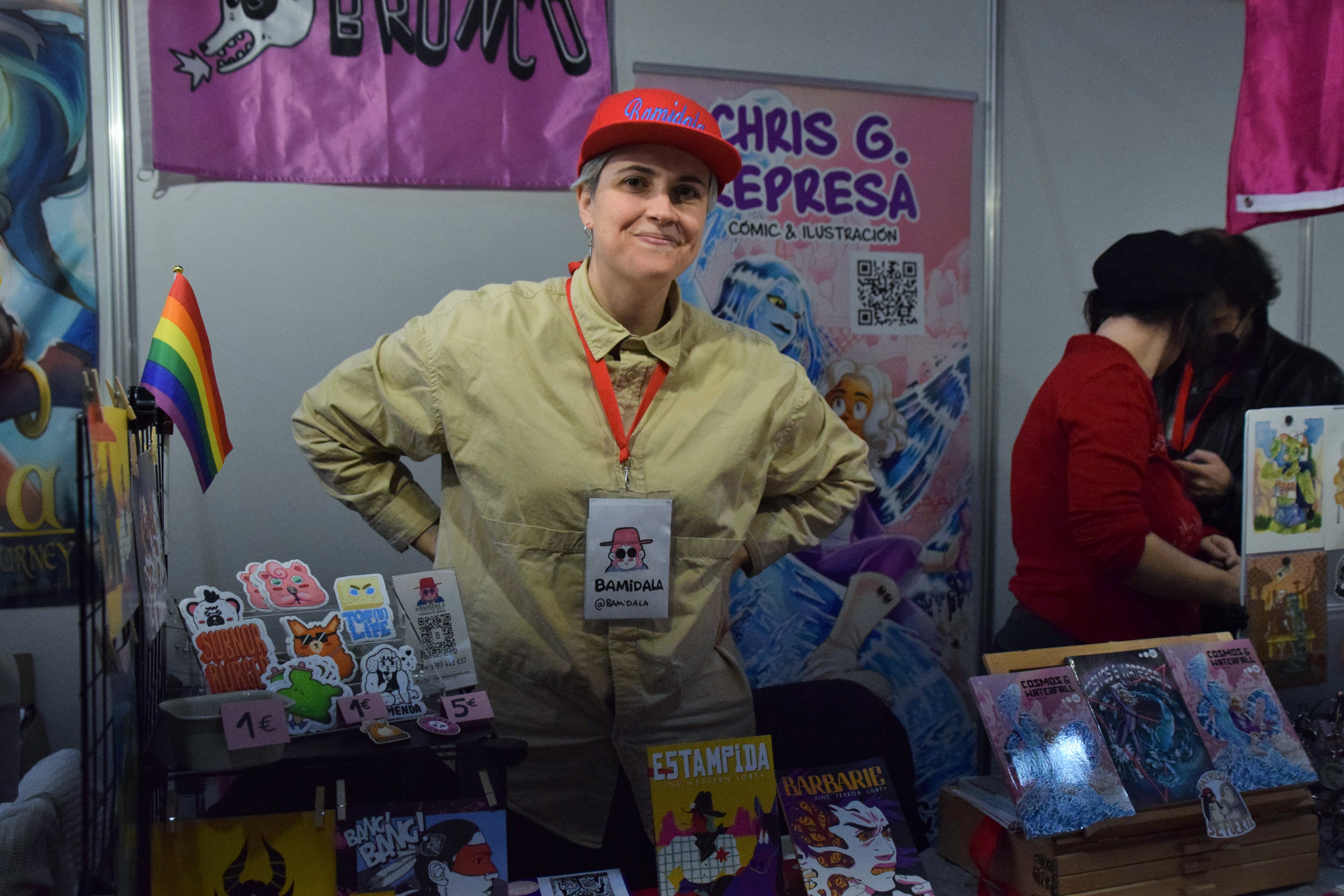
L'il·lustradora Bamidala, guanyadora de 2018 (29 Manga Barcelona, 2023).

## Palmarès

### Dècada del 2010
| Any                                           | Fanzine                                    | Col·lectiu/Autor |
| --------------------------------------------- | ------------------------------------------ | ---------------- |
| 2010                                          | Raruto                                     | Jesulink         |
| 2011                                          | Katz: The Katz of the Zombies              | Studio Kat       |
| 2012                                          | La rebelión de los Ukes                    | Bergdora         |
| 2013                                          | Malditos templarios                        | Fandogamia       |
| 2014                                          | Cloak & Sword                              | Dejà blue Circle |
| 2015                                          | Project 81                                 | Project 81       |
| 2016                                          | Abogada Soltera: Sin contratos y a lo loco | PussyCrazy       |
| 2017                                          |                                            |                  |
| ¡Déjame dormir!                               | PussyCrazy                                 |                  |
| Atari Manga                                   | BABA                                       |                  |
| Lo que cuentan las estrellas                  | Rikku Hanari                               |                  |
| 2018                                          |                                            |                  |
| Sisterhood, the adventures of Bamba and Rocco | Bamidala                                   |                  |
| ¡Déjame dormir!                               | PussyCrazy                                 |                  |
| Canuto                                        | Pete Art                                   |                  |
| 2019                                          |                                            |                  |
| One-Shot JAM                                  | Rockmedia                                  |                  |
| El jardin de Ceres                            | Wonderpun                                  |                  |
| Kick!                                         | Sofiskita                                  |                  |

### Dècada del 2020
| Any                                        | Fanzine                                    | Col·lectiu/Autor |
| ------------------------------------------ | ------------------------------------------ | ---------------- |
| 2020                                       |                                            |                  |
| El jardin de Ceres                         | Wonderpun                                  |                  |
| One-Shot JAM                               | Rockmedia                                  |                  |
| Transition                                 | Ariko                                      |                  |
| 2021                                       |                                            |                  |
| Transition 3                               | Ariko                                      |                  |
| El Jardín de Ceres 2                       | Wonderpun (Paula González, Diego Iglesias) |                  |
| One-shot JAM 2020                          | Diversos autors                            |                  |
| 2022                                       |                                            |                  |
| The KameTeam                               | Lobo Art, Edu Gomez                        |                  |
| One-shot JAM                               | Diversos autors                            |                  |
| Transition                                 | Diversos autors                            |                  |
| 2023                                       |                                            |                  |
| Un guionista y un dibujante hacen un manga | I.L. Escudero i Carlo Romero               |                  |
| ONE SHOT JAM 2022                          | Diversos autors                            |                  |
| Transition 5                               | Diversos autors                            |                  |
| 2024                                       |                                            |                  |
| El jardín de Ceres                         | Wonderpun                                  |                  |
| ¡Ñam!                                      | Sofiskita                                  |                  |
| Guía furry para pringaos                   | Ariko / Cesar BigStar                      |                  |